# أسل أوروغواياني
أسل أوروغواياني (الاسم العلمي: Juncus uruguensis) نوع نباتي يتبع جنس الأسل وينتمي إلى الفصيلة الأسلية.